# Josef Čipera
Josef Čipera (17. března 1850 Rakovník – 9. června 1911 Plzeň) byl rakouský a český pedagog a politik, na počátku 20. století poslanec Českého zemského sněmu a Říšské rady.

## Biografie
Vystudoval reálnou školu v Rakovníku a českou techniku v Praze.
Již od mládí se politicky angažoval. Například roku 1870 organizoval jako předseda spolku „Vesna pro okolí rakovnické“ slavnosti ve prospěch vybudování pomníku Jana Žižky na místě jeho úmrtí. V květnu 1871 měl ve Vršovicích přednášku o příčinách a následcích bitvy na Bílé hoře. Byl tehdy v Rakovníku tak známý, že jej někteří podezírali i z autorství hanlivých anonymních dopisů do novin; to ale dementoval jak on, tak i příslušná redakce. V té době se zpravidla podepisoval jako Josef Slavomír Čipera.
Od roku 1872 byl učitelem matematiky na reálce v Plzni. Zde se nadále veřejně a politicky angažoval. Od roku 1882 zasedal v plzeňském obecním zastupitelstvu. Zastával také funkci okresního starosty. Napsal knihu Nové divadlo královského města Plzně. Město Plzeň mu udělilo čestné občanství. Získal Řád železné koruny.
Na počátku století se zapojil i do zemské a celostátní politiky. V doplňovacích volbách roku 1906 byl zvolen do Českého zemského sněmu v kurii městské (volební obvod Plzeň). Mandát za týž obvod obhájil i v řádných volbách v roce 1908. Politicky se uvádí coby člen mladočeské strany. Kvůli obstrukcím se ovšem sněm fakticky nescházel.
V roce 1904 se stal rovněž v doplňovací volbě poslancem Říšské rady (celostátní zákonodárný sbor), za kurii městskou, obvod Plzeň. Nastoupil 8. března 1904 místo Františka Schwarze. Do Říšské rady byl zvolen i ve volbách roku 1907, nyní již podle všeobecného a rovného volebního práva (obvod Čechy 14).
V květnu 1906 se uvádí jako jeden z 36 členů poslaneckého Klubu českých poslanců (Klub der böhmischen Abgeordneten) na Říšské radě. Po volbách roku 1907 usedl ve vídeňském parlamentu do Českého klubu.
S manželkou Marií (1856–1933) měl pět dětí, tři dcery a dva syny. Nejstarší dcera Růžena (1880–1920) byla manželkou plzeňského purkmistra Matouše Mandla (1865–1948), druhorozená Anna (1888–1976) byla spisovatelka a scenáristka. Starší syn Arnošt (1881–1945) působil ve školství a mladší Antonín (1884–1962) byl primářem rentgenologického oddělení v Plzni.